# Johan Vaaler
Johan Vaaler (15 de març de 1866 - 1910) va ser un inventor noruec.
Se li van atorgar patents per a una espècie de pinça a Alemanya el 1899 i als Estats Units el 1901. A Noruega hi havia legislació sobre patents en aquest moment, però va preferir patentar a l'estranger. El seu clip mai va ser produït ni comercialitzat, ja que el clip de paper és molt més funcional i ja estava en producció a Anglaterra. Erròniament se li atribueix la invenció del clip convencional.